# 瓦西里·彼罗夫
瓦西里·格里戈里耶維奇·彼罗夫（羅馬化：Vasiliy Grigorʼyevich Perov；1834年1月2日—1882年6月10日），俄罗斯画家、俄罗斯现实主义运动重要人物。巡回展览画派创始人之一。
佩罗夫于1882年6月10日死于结核病，他的尸体被埋葬在顿斯科伊公墓。

## 作品

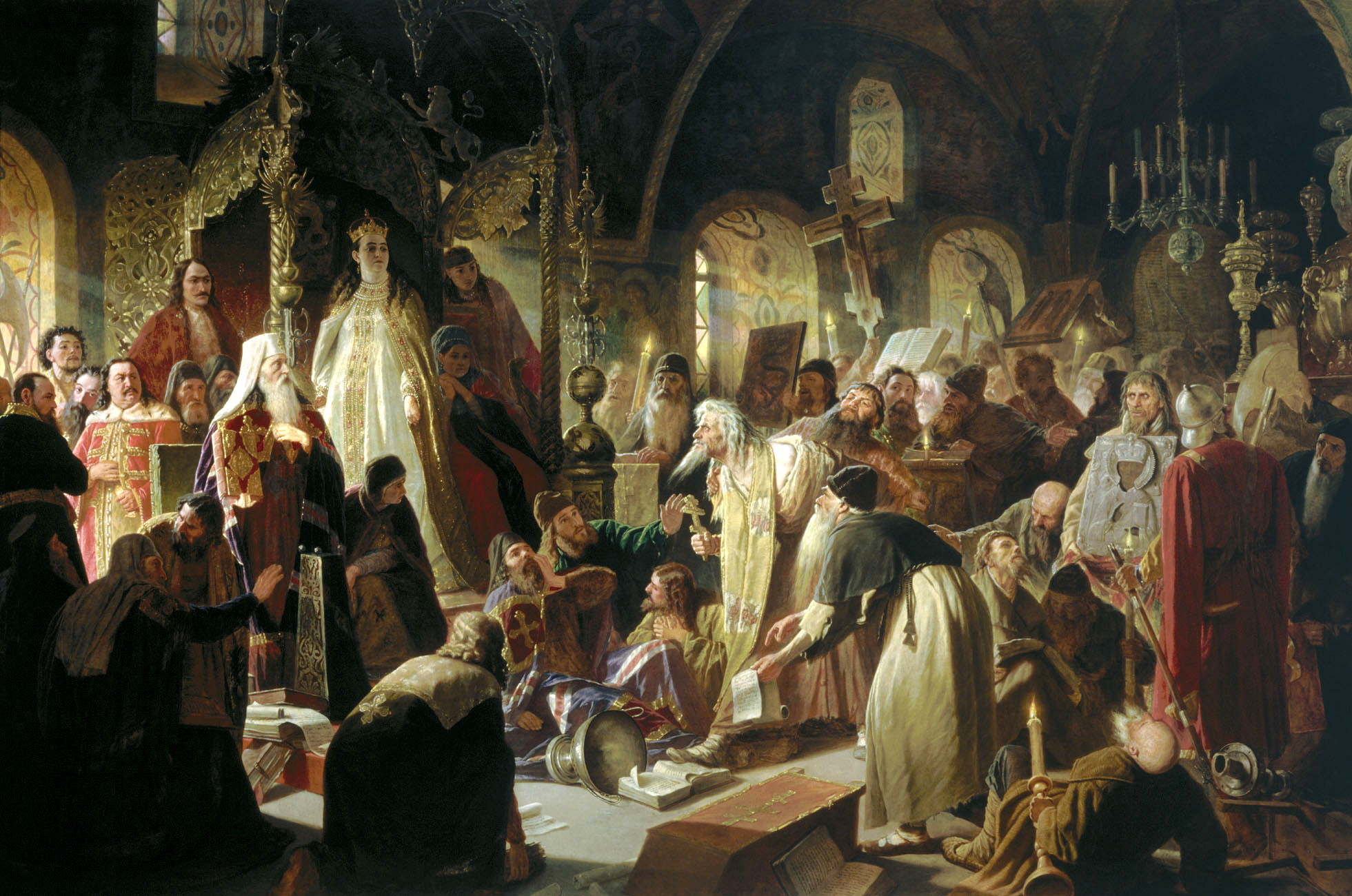
舊信徒派牧師尼基塔·逼斯托斯夫椏（英语：Nikita Pustosvyat）和牧首約阿希姆（英语：Patriarch Joachim）爭執信仰問題。瓦西裡·彼羅夫於1880年繪製